# Dolley Madison
Dolley Payne Todd Madison (20 de mayo de 1768 - 12 de julio de 1849) fue la esposa del cuarto presidente de los Estados Unidos, James Madison, y primera dama de los EE. UU. desde 1809 hasta 1817. También, en ocasiones actuó como primera dama durante la administración de Thomas Jefferson, en cumplimiento de las funciones ceremoniales más comúnmente asociadas con la esposa del Presidente, ya que Jefferson era viudo.

## Primeros años
Dolley Payne, la hija mayor de su familia, nació el 20 de mayo de 1768 en el asentamiento cuáquero de "New Garden" dentro del condado de Guilford (actual Greensboro), Carolina del Norte, de Mary Coles y John Payne, Jr., ambos virginianos que se habían mudado a Carolina del Norte en 1765. Mary Coles, una cuáquera, se había casado con John Payne, un no cuáquero, en 1761. Tres años más tarde, solicitó y fue admitido en la reunión mensual de cuáqueros en el condado de Hanover, Virginia, donde vivían los padres de Coles. Se convirtió en un ferviente seguidor y el matrimonio crio a sus hijos en la fe cuáquera.
En 1769, los Payne habían regresado a Virginia y la joven Dolley creció en la plantación de sus padres en la zona rural del este de Virginia y se unió profundamente a la familia de su madre. Finalmente, tuvo tres hermanas (Lucy, Anna y Mary) y cuatro hermanos (Walter, William Temple, Isaac y John). 
En 1783, después de la Guerra de Independencia de los Estados Unidos, John Payne liberó a sus esclavos, al igual que numerosos propietarios de esclavos en el Alto Sur. Algunos, como Payne, eran cuáqueros, que durante mucho tiempo habían fomentado la manumisión; otros se inspiraron en los ideales revolucionarios. De 1782 a 1810, la proporción de negros libres sobre la población negra total en Virginia aumentó de menos del uno por ciento al 7,2 por ciento, y más de 30.000 negros eran libres. Cuando Dolley tenía 15 años, Payne se mudó con su familia a Filadelfia, donde comenzó a trabajar como comerciante de almidón, pero el negocio había fracasado en 1791. Esto fue visto como una "debilidad" en sus reuniones cuáqueras, por lo que fue expulsado. Murió en octubre de 1792 y Mary Payne inicialmente llegó a fin de mes abriendo una pensión, pero al año siguiente se llevó a sus dos hijos menores, Mary y John, y se mudó al oeste de Virginia para vivir con su hija Lucy y su nuevo esposo, George Steptoe Washington, sobrino de George Washington.

### Matrimonio y familia
En enero de 1790, Dolley Payne se casó con John Todd, un abogado cuáquero en Filadelfia. Rápidamente tuvieron dos hijos, John Payne (llamado Payne) y William Temple (nacido el 4 de julio de 1793). Después de que Mary Payne dejó Filadelfia en 1793, la hermana de Dolley, Anna Payne, se mudó con ellos para ayudar con los niños. 
En agosto de 1793, estalló una epidemia de fiebre amarilla en Filadelfia, matando a 5.019 personas en cuatro meses. Dolley se vio particularmente afectada, perdiendo a su esposo, su hijo William y a sus suegros. Mientras sufría la pérdida de gran parte de su familia, también tuvo que cuidar a su hijo sobreviviente sin apoyo financiero. 
Mientras su esposo le había dejado el dinero en su testamento, el albacea, su cuñado, retuvo los fondos y ella tuvo que demandarlo por lo que se le debía.
Dolley, se casó con Madison en Virginia el 14 de septiembre de 1794, no teniendo descendencia.
Fue la primera dama durante la guerra anglo-estadounidense de 1812, por lo que el 24 de agosto de 1814 tras la derrota norteamericana en la batalla de Bladensburg, tuvo que huir precipitadamente de la Casa Blanca, antes de la quema de Washington por parte de los británicos. Falleció el 12 de julio de 1849 debido a una serie de ataques isquémicos transitorios.